# 陸直次郎
陸 直次郎（くが なおじろう、1898年1月12日 - 1944年8月11日）は日本の作家。本名は野沢嘉哉（のざわ よしや）。東京府東京市本郷区（現・東京都文京区）本郷出身。

## 人物
早稲田大学文科中退。中央新聞、時事新報、萬朝報、読売新聞に勤務。妻の清子は直次郎と死別した後、弁当屋の経営を経て小唄の師匠に転向、堀小代清の芸名で活動した。
息子は4人おり、三男はクラブ馬主「東京ホースレーシング」創業者の野沢直哉、四男は声優・俳優・演出家の野沢那智、孫にお笑いタレントの野沢直子（直哉の娘)、クリエイティブディレクターの野澤直龍（直哉の息子)、声優・俳優の野沢聡（那智の息子）、曾孫に格闘家の真珠・野沢オークレアー（直子の娘）。
1944年8月、心臓発作により死去。息子達を連れて川に釣りに行った際、直哉が川に落ちたのを助け出した直後だったとされる。

## 代表作品
- 平手造酒
- 千両胴
- 眼玉の藤太
- 殴られた河内山
- 鉄火二筋道
- 袁玄洞夜話
- 憎悪
- 仁侠真鶴音頭
- 開化悲聞 男の道
- 仁義ひとすじ道
- 天竜しぶき